# La vida sigue igual (canción)
«La vida sigue igual» es el título de una canción interpretada por el artista español Julio Iglesias, incluida en su álbum debut de estudio Yo canto (1969). Se trata del sencillo principal del álbum que editó el artista.

## Historia
Julio Iglesias concurrió y ganó con este tema el Festival de la Canción de Benidorm. Según las normas del concurso cada canción debía ser interpretada por dos artistas y La vida sigue igual fue también defendida por la banda de pop Los Gritos. Se trata del primer gran éxito del solista madrileño.

## Versiones
Además de las de Julio Iglesias y Los Gritos, el tema fue versionado por el puertorriqueño Chayanne en 1994, incluyéndola en su LP Influencias. También el cantante Luis Mariano interpretó una versión francesa de esta canción, con el título "La vie continue", al 1970. 
Se sabe que Julio Iglesias grabo la canción en italiano y en portugués  
En 2003 fue grabada por la banda de pop española La Loca María a ritmo mucho más rápido que el original. Más pausada es la versión de Tamara de 2005 en su disco homenaje al autor.
La Vieja Trova Santiaguera cuenta con su propia versión editada en 1998.
El solista Manu Tenorio la versionó en 2012, incluyéndola en su LP En primera persona.
Cabe mencionar también la parodia que en los años 1970 realizó el humorista español Emilio el Moro.

## Repercusiones
Tal fue el éxito de la canción que un año después se rodó una película con el mismo título, protagonizada por Julio Iglesias y, con tintes biográficos narra la propia historia de su paso por el Festival de Benidorm.